# Svenskt Travderby 2002
Svenskt Travderby 2002 var den 75:e upplagan av Svenskt Travderby, som gick av stapeln söndagen den 1 september 2002 på Jägersro i Malmö i Skåne län. Uttagningsloppen till finalen ägde rum den 18 augusti 2002 på Jägersro.
I finalen segrade From Above, körd av Örjan Kihlström och tränad av Stefan Hultman. Segern togs efter en jämn duell med tvåan Gigant Neo, körd och tränad av Stefan Melander. Även på förhand var loppet uppsnackat som en duell mellan dessa två kulltoppar som delade på favoritskapet. På tredjeplats kom O'Malley Hornline, körd av Åke Svanstedt och tränad av Petri Salmela.

## Upplägg och genomförande
I Svenskt Travderby deltar fyraåriga, svenskfödda varmblodiga travhästar. Kvalet till finalen görs drygt en vecka före via sex uttagningslopp, där de tolv travare som kommer på första- respektive andraplats i varje heat går vidare till finalen. Desto bättre placering i uttagningsloppet, desto tidigare får hästens tränare välja startspår inför finalen. Distansen i samtliga lopp är 2 640 meter med autostart. Den vinnande kusken och hästens ägare får traditionsenligt en gul derbykavaj i vinnarcirkeln.

## Finalen
| P  | S  | Häst               | Kusk              | Tränare            | Land    | Odds   | Tid     |
| -- | -- | ------------------ | ----------------- | ------------------ | ------- | ------ | ------- |
| 1  | 1  | From Above         | Örjan Kihlström   | Stefan Hultman     | Sverige | 2,67   | 1.14,9  |
| 2  | 4  | Gigant Neo         | Stefan Melander   | Stefan Melander    | Sverige | 2,60   | 1.15,0  |
| 3  | 3  | O'Malley Hornline  | Åke Svanstedt     | Petri Salmela      | Sverige | 12,30  | 1.15,2  |
| 4  | 10 | Hot Shot Knick     | Jörgen Sjunnesson | Bo F. Karlsson     | Sverige | 12,70  | 1.15,4  |
| 5  | 2  | Com Muscle         | Veijo Heiskanen   | Veijo Heiskanen    | Sverige | 16,20  | 1.15,4g |
| 6  | 8  | Catch the Booze    | Erik Adielsson    | Ann-Karin Bronsman | Sverige | 83,30  | 1.15,5  |
| 7  | 12 | P.S.Super Chill    | Olle Goop         | Stig H. Johansson  | Sverige | 68,70  | 1.15,5  |
| 8  | 6  | Smasheroo          | Björn Goop        | Veijo Heiskanen    | Sverige | 231,70 | 1.15,7  |
| 9  | 7  | Crown Sea          | Torbjörn Jansson  | Stig H. Johansson  | Sverige | 131,50 | 1.15,8  |
| 10 | 11 | Mark One           | Stig H. Johansson | Stig H. Johansson  | Sverige | 30,10  | 1.15,8  |
| 11 | 9  | Blackfoot Browning | Joakim Wallin     | Joakim Wallin      | Sverige | 54,30  | 1.16,2  |
| 12 | 5  | Perfect Sund       | Jorma Kontio      | Timo Nurmos        | Sverige | 5,30   | 1.18,0g |